# Molezuelas de la Carballeda
Molezuelas de la Carballeda è un comune spagnolo di 106 abitanti situato nella comunità autonoma di Castiglia e León.